# Niphargus aberrans
Niphargus aberrans é uma espécie de crustáceo da família Niphargidae.
É endémica da Eslovénia.